# Siegbach
Siegbach est une municipalité allemande située dans l'arrondissement de Lahn-Dill et dans le land de la Hesse. Elle se trouve à l'est de Dillenburg.